# Marcus Atilius Regulus Calenus
Pour les articles homonymes, voir Marcus Atilius Regulus et Atilius Regulus.
Marcus Atilius Regulus Calenus est un homme politique romain du IVe siècle av. J.-C.
Membre de la gens Atilia, il est le premier de la branche des Atilii Reguli à être élu consul en 335 av. J.-C. avec Marcus Valerius Corvus pour collègue ; le Sénat leur confie la conduite de la guerre contre les Ausones et les Sidicins ; Corvus s'empare de la ville de Calès en Campanie  et célèbre un troisième triomphe ; Marcus Atilius Regulus en tire son surnom (agnomen) Calenus.
Il est le père de Marcus Atilius Regulus qui sera consul en 294 av. J.-C.